# إذاعة القدس (سوريا)
إذاعة القدس (بالإنجليزية: ِRadio Alguds Fm)‏ محطة إذاعية فلسطينية تبث من دمشق، هي أول إذاعة فلسطينية تبث من سوريا إلى داخل فلسطين، تبث برامجها باللغة العربية وبلغات متعددة إضافة إلى مجموعة من الأغاني بلغات متعددة.

## تأسيسها
تأسست إذاعة القدس في 15 يونيو 1986 ميلادي وانتهى تأسيسها في منتصف عام 1987 ميلادي بدأ البث التجريبي ببث الأغاني والموسيقا العالمية ، 27 ديسمبر 1987 اندلعت الانتفاضة الفلسطينية الأولى فكانت تذيع اخبار الانتفاضة الفلسطينية الأولى ولكن دون ذكر اسم وهوية الإذاعة.
في عام 1988 وبتاريخ 1 يناير 1988 أعلنت الإذاعة عن اسمها وهويتها وبدأت بنقل الأخبار مباشرة من فلسطين.

## الموجات
- 5910 موجة قصيرة.
- 5990 موجة قصيرة.
- 702 موجة متوسطة.
- 630 موجة متوسطة.
- 105.4 موجة أف أم.
- 96.7 موجة أف أم.
- 90.6 موجة أف أم تغطي المنطقة الشمالية في سورية.[7][8]

## لغات البث
العربية /الانكليزية /الفرنسية /الإيطالية /الألمانية /الروسية.

## المراسلين
360 مراسل في كل مناطق فلسطين.
مراسلين في قبرص واسبانيا و في امريكا، إضافة إلى الأقطار العربية الأردن ولبنان والكويت وليبيا.